# Bernardino Álvarez

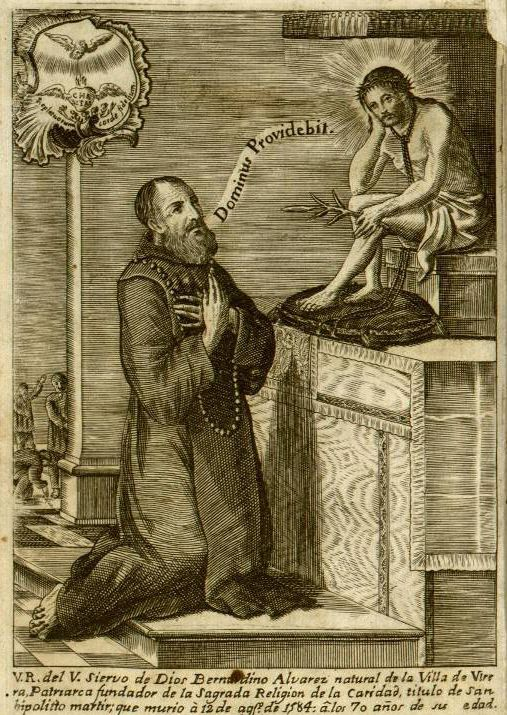

Bernardino Álvarez Herrera (Sevilla, España, 1514-12 de agosto de 1584) fue un fraile español que desarrolló diversas actividades humanitarias en hospitales de América durante el siglo XVI, y centró sus tareas especialmente en instalaciones para atender a los enfermos mentales. Es considerado siervo de Dios por la iglesia católica, y precursor de la psiquiatría.

## Primeros años
Hijo de Luis Álvarez y Ana de Herrera, Bernardino arribó a México-Tenochtitlan a la edad de veinte años, unos pocos años después de la conquista de la misma por parte de los españoles. Allí se dedicó a lides militares y luego se vio envuelto, junto con otros jóvenes libertinos, en episodios de vida disipada en los que provocó duelos y perturbó la paz de la vida colonial. Al imponer orden las autoridades y perseguir a los revoltosos, Bernardino fue encarcelado, pero se fugó luego a Perú, en cuyo ejército trabajó durante seis años. Finalmente regresó a México.
Al fallecer su padre y enterarse, a través de su madre, de los percances que afligían a la familia, se arrepentió de su vida disipada y se entregó a la oración, a las vigilias y a los ayunos. Al regresar a México, ya como fraile, se instaló en el Hospital del Marqués del Valle, donde se dedicó a atender enfermos durante más de diez años.
Al iniciar su dedicación religiosa, fray Bernardino fundó la Orden de San Hipólito de la Caridad y comenzó la labor de fundar hospitales en tierras mexicanas. En 1566 creó, en la Ciudad de México, el primer hospital dedicado únicamente a la atención de enfermos mentales en América, denominado "Hospital de San Hipólito". En 1586 creó, en Oaxtepec, Morelos, el Hospital de Santa Cruz, también para enfermos mentales.
Fray Bernardino viajó por casi toda Mesoamérica, donde fundó numerosos hospitales como, por ejemplo, en La Habana, Cuba; en el puerto de Acapulco, Guerrero; el Hospital San Roque, en Puebla (1569), y también en La Concepción, en Xalapa, Veracruz. El propósito de estos hospitales fue la ayuda hospitalaria a los enfermos pobres, no la conquista espiritual. Este objetivo basado en la caridad tuvo muchos seguidores como demuestra el libro Tesoro de las Medicinas (México, 1672) del ermitaño Gregorio López  (1542-1596).

## Hospitales en su memoria
- En la Ciudad de México se creó, como parte del proyecto Operación Castañeda, el Hospital Psiquiátrico Fray Bernardino Álvarez, en su memoria. Se inauguró el 9 de mayo de 1967.[3]